# Papyrus 40
Papyrus 40 (nummering volgens Gregory-Aland), of {\displaystyle {\mathfrak {P}}^{40}}, is een oude kopie van het Griekse Nieuwe Testament.
Op grond van het schrifttype wordt het manuscript in de derde eeuw gedateerd. Het is onzorgvuldig geschreven.

## Beschrijving
Het is een manuscript van papyrus dat de tekst bevat van de Romeinen 1:24-27; 1:31-2:3; 3:21-4:8; 6:4-5,16; 9:16-17; 9:27.
De Griekse tekst vertegenwoordigt de proto-Alexandrijnse tekst. Aland noemt het een vrije tekst maar plaatst het vanwege de ouderdom in categorie I van zijn Categorieën van manuscripten van het Nieuwe Testament.
Dit handschrift staat dichter bij de Codex Sinaiticus dan bij de Codex Alexandrinus en de Codex Vaticanus.
Het handschrift is gevonden in Egypte. Het wordt bewaard in de Papyrussammlung der Universität in de Universiteit van Heidelberg (Inv. no. 45).